# 黒田長韶
黒田 長韶（くろだ ながつぐ）は、筑前秋月藩の第9代藩主。第8代藩主・黒田長舒の次男。母は奥平松平忠啓の娘・大円院（美須子）。

## 略伝
江戸新堀の藩邸で生まれる。文化4年（1807年）1月15日、将軍徳川家斉に御目見する。同年12月16日、従五位下・壱岐守に叙任する。後に甲斐守に改める。文化5年（1808年）4月9日、父の死去により跡を継いだ。
宗家福岡藩の藩主・黒田斉清は若年のため、長韶が補佐して長崎警備も務めたが、長韶には家臣団を統率できる力がなく、家臣の間小四郎らに専権を振るわれ、不正を働かれるという有様であった。このため逆に、福岡藩から監督的な指導を受けている。
文政13年（1830年）10月6日、婿養子の長元に家督を譲って隠居した。隠居後、官名を兵庫頭に改めた。天保3年（1832年）9月3日、韶翁と号する。天保11年（1840年）2月26日に秋月で死去した。

## 系譜
父母
- 黒田長舒（父）
- 美須子 - 松平忠啓の娘（母）

正室
- 兼子、寿光院 - 松平直恒の娘

側室
- 内藤氏
- 小山田氏

子女
- 黒田長惺
- 慶子 - 黒田長元正室
- 平松時門室、後に立花次郎大夫室
- 秋月種殷正室
- 武田信禄正室、後に大田原広清正室
- 黒田利武室

養子
- 黒田長元 - 山内豊策の五男